# Мечеть шейха Заїда
Мечеть шейха Заїда (араб. مسجد الشيخ زايد) — мечеть в Абу-Дабі, що є найбільшою мечеттю в Об'єднаних Арабських Еміратах (ОАЕ) і шостою за величиною в світі. Вона названа на честь шейха Заїда бін Султана Аль Нахайяна, засновника і першого президента ОАЕ, який там і похований. Загальна площа мечеті — 17 000 м² (на ній вільно розмістилися б п'ять футбольних полів). Одночасно молитися в мечеті можуть 40960 віруючих.

## Опис
Для будівництва мечеті були залучені проєктувальники і постачальники будівельних матеріалів з різних куточків планети (Німеччини, Туреччини, Італії, Індії, Китаю, ОАЕ, Ірану, Греції, Марокко). Для будівництва і внутрішньої обробки Мечеті Шейха Заїда були використані напівкоштовні камені і золото, природний камінь, мармур, кераміка і гірський кришталь. Будівництво мечеті стартувало в 1996 році і тривало кілька років, тільки в 2007 році будівництво споруди було повністю завершено.
Мечеть налічує 80 куполів, які прикрашені білим мармуром. Основний купол має 32,7 м в діаметрі і 70 м заввишки у внутрішній частині і 85 м зовні — найбільший в своєму роді згідно з Турецьким дослідницьким центром ісламської історії та культури.
Мечеть зовні налічує 1096 колон і 96 колон в основному молитовному залі, що прикрашені понад 20 тисячами мармуровими панелями ручної роботи, які інкрустовані напівдорогоцінним камінням, включаючи лазурит, червоний агат, аметист і перли. Крім того, прекрасні мінарети, що підносяться на 107 м, поставлені в чотирьох кутах мечеті.
Штучні озера, що займають загальну площу 7874 кв м і канали, прикрашені темним кахлем, оточують мечеть, тоді як двір мечеті площею 17000 кв м прикрашений кольоровою мозаїкою. Басейни відображають мальовничий вид мечеті, який стає ще більш прекрасним в нічний час. Тисячі рідкісних і красивих каменів: аметист, онікс, лазурит, використовувалися для оформлення квітучих лоз на бічних аркадах мечеті і на білих мармурових колонах при вході.

## Туризм
Мечеть шейха Заїда залучає щорічно безліч туристів з різних країн світу, які бажають не тільки ознайомитися з арабською культурою, але і помилуватися чудовою сучасною архітектурною спорудою Близького Сходу.
Вхід до мечеті Шейха Заїда в Абу-Дабі відкритий відвідувачам будь-якої національності, але адміністрація просить дотримуватися правил релігійного етикету при відвідуванні даної споруди. Таким чином, туристи повинні бути у просторому одязі, спідниці та штани повинні бути довгими (нижче колін), а блузки та сорочки — з довгим рукавом. Заборонені шорти і прозорий одяг, купальники і одяг для пляжу. Перед входом в мечеть від відвідувачів потрібно зняти взуття, тому для відвідування рекомендуються шльопанці. Для жінок обов'язкова хустка для покриття голови (її можна отримати за фактом прибуття). Всякого роду інтимну поведінку заборонено (цілуватися, триматися за руки неприпустимо), а також куріння і їжа. Адміністрація переконливо просить поважати почуття віруючих і перебувати в дозволених для відвідування місцях, заборонено вільне ходіння. Не допускається доторкання до Корану, а також до архітектурних елементів всередині залу для молитов.
У мечеті організовані безкоштовні екскурсії, максимальний розмір екскурсійної групи — 30 осіб. Окремі відвідувачі можуть приєднуватися до організованих екскурсій. У разі, якщо розмір туристичної групи не перевищує 10 осіб, попереднє бронювання екскурсії не є обов'язковим. Вхід в мечеть Шейха Заїда — вільний, платня не стягується. Відвідувати Мечеть Шейха Заїда можна як в денний, так і вечірній час. Вечірнє підсвічування надає мечеті надзвичайну казковість і красу. Єдине зауваження — під час проведення богослужіння немусульманам заборонено заходити всередину храму, необхідно дочекатися завершення молитви.

## Рекорди
- Килим, розстелений на такому великому просторі, є найбільшим в світі килимом, він був виготовлений компанією «Килими Ірану» по малюнку іранського художника Алі Халіка. Площа килима — 5627 кв м, над ним працювали приблизно 1200 ткачів, 20 технічних груп і 30 робітників. Вага цього килима становить 47 т — 35 т вовни і 12 т бавовни. У структурі килима 2 268 000 вузлів.
- У залах мечеті підвішено сім люстр виробництва Німеччини, прикрашених сусальним золотом і кристалами Сваровські австрійського виробництва. Головна люстра мечеті залишалася найбільшою в світі (10 м в діаметрі, 15 м заввишки, вагою близько 12 т) до 26 червня 2010 року, коли в Катарі була встановлена ще більша люстра. Тим не менш, вона залишається найбільшою в світі люстрою, встановленою в мечеті.